# Javier Fernández Aguado
Javier Fernandez Aguado (ur. 1961 w Madrycie) – doktor ekonomii, autor i ekspert w zakresie zarządzania.

## Życiorys
Otrzymał doktorat z nauk ekonomicznych i handlowych na Uniwersytecie Complutense w Madrycie w 1996 roku. Spośród nagród, które otrzymał, należy wymienić Krajowa Nagrodę J. A. Artigas za badania w zakresie nauk społecznych (1997). Jest też jedynym Hiszpanem, który otrzymał Nagrodę Petera Druckera za innowacje w zakresie zarządzania (2008). Obecnie jest prezesem organizacji MindValue.
Aguado napisał 33 książki, z których cześć została włączona do kolekcji noszącej jego nazwisko, a stworzonej przez LDI Editorial. Jest twórcą dwóch modeli diagnostyki organizacji („Gestion de lo imperfecto”, „Patologias de las organizaciones”), jak również kilku modeli transformacji („Feelings management”, „Will management” i „Direccion por Habitos”).
W celu przeanalizowania metody jego teorii napisano 300 książek i esejów. 20 spośród nich, pochodzących z 6 krajów europejskich i amerykańskich, zostało zebranych  przez Anglika Cristophera Smitha w jego książce „El management del siglo XXI, Reflexiones sobre el pensamiento de Javier”. Współautorami książki są Eduardo Punset, Marcos Urarte i Nuria Chinchilla.
W 2010 roku zostało zorganizowane sympozjum, w celu przedyskutowania jego teorii, w którym uczestniczyło 600 specjalistów z 12 państw europejskich i amerykańskich. Kilka miesięcy po zakończeniu sympozjum została opublikowana książka z ich wykładami.

## Publikacje

### Indywidualne
- Le sfide dell’esistenza, Ares, 1990.
- La causa sui en Descartes, Semsa, 1991.
- La arrogancia de Hayek, UCM, 1993.
- Historia de la Escuela de Comercio de Madrid y su influencia en la formación gerencial española (1850-1970), AECA-Icotme, 1997.
- La formación como ventaja competitiva, ESUMA-University of Hertfordshire, 1997.
- Ética, profesión y virtud, Grupo de Estudios Jurídicos, 1998.
- Habilidades directivas: una aproximación, Seguros Génesis, 1999.
- Dirigir personas en la empresa. Enfoque conceptual y aplicaciones prácticas, Pirámide, 1999.
- Sobre el hombre y la empresa, Instituto Superior de Técnicas y Prácticas Bancarias-ISTPB, 1999.
- Crear empresa, CIE Dossat 2000, 2000.
- Mil consejos para un directivo, CIE Dossat 2000, 2000.
- Dirección por Hábitos y Desarrollo de Personas, La Caixa, 2001.
- La gestión de lo imperfecto, La Caixa, 2001.
- Dirección por Valores, AECA, 2001.
- La empresa en el cine. 70 películas para la formación empresarial, CIE Dossat 2000, 2001.
- Curso de habilidades directivas, Instituto Superior de Técnicas y Prácticas Bancarias-ISTPB, 2001.
- La felicidad posible, CIE Dossat 2000, 2001.
- Dirigir y motivar equipos. Claves para un buen gobierno, Ariel, 2002.
- Management: la enseñanza de los clásicos, Ariel, 2003.
- Managing the Imperfect, Instituto de Estudios Superiores-Deloitte, 2003.
- Management par la Valeur, Safetykleen, 2003.
- Feelings Management. La Gestión de los sentimientos organizativos, la Caixa, 2004.
- Liderar en tiempos de incertidumbre, Mindvalue-Hertz, 2005.
- Fundamentos de organización de empresas. Breve historia del Management, Narcea, 2006.
- Patologías organizativas, Mindvalue, 2007.
- Formar directivos y otros ensayos, Instituto Internacional Bravo Murillo, 2007.
- El alma de las organizaciones, MindValue, 2009.
- Templarios. Enseñanzas para organizaciones contemporáneas, MindValue, 2010.
- Versión con introducción y notas de Ética a Nicómaco, de Aristóteles, LID, 2001.
- Preparar la postcrisis. Enseñanzas de la Grecia clásica, Crecento-Expansión, 2010.
- 1010 Consejos para un emprendedor, LID, 2011.
- El diccionario del liderazgo, LID, 2012.
- Roma, Escuela de directivos, LID, 2012.
- Egipto, Escuela de directivos, LID, 2013.
- El management del III Reich, LID, 2015
- ¡Camaradas! De Lenin a hoy, LID, 2017
- Jesuitas, liderar talento libre, LID, 2018
- Liderar en un mundo imperfecto, LID, 2019
- 2000 años liderando quipos, Kolima, 2020

### Zbiorowe
- Diccionario enciclopédico Empresarial, BBV-Instituto Superior de Técnicas y Prácticas Bancarias-ISTPB, 1999.
- El euro y la empresa, Instituto Superior de Técnicas y Prácticas Bancarias-ISTPB, 1999.
- Cómo elaborar un manual de franquicia. Un ejemplo práctico, CIE Dossat 2000, 2000.
- Proverbios para la empresa. Sabiduría de siempre para directivos de hoy, CIE Dossat 2000, 2ª edición, 2000.
- Manual de creación de empresa. Como emprender y consolidar un proyecto empresarial, Edisofer, 2000.
- Técnicas para mejorar la gestión empresarial, Instituto Superior de Técnicas y prácticas Bancarias, 2000.
- Gestión y Dirección de Recursos Humanos, Instituto Superior de Técnicas y prácticas Bancarias, 2000.
- La inversión bursátil sin secretos, Instituto Superior de técnicas y prácticas Bancarias-BBVA, 2000.
- La ética en los negocios, Ariel, 2001.
- Diccionario Enciclopédico Profesional de Finanzas y Empresa, ACCENTURE-Instituto Superior de Técnicas y Prácticas Bancarias, 2001.
- Dirigir en el siglo XXI, Deusto, 2002.
- Nuevas claves para la Dirección Estratégica, Ariel, 2002.
- Management español: los mejores textos, Ariel, 2002.
- Creación de empresa; los mejores textos, Ariel, 2003.
- Desaprendizaje organizativo, Ariel, 2004.
- Ética y actividad empresarial, Minerva, 2004.
- Will Management, GEC, 2004.
- La concepción española del liderazgo, Deloitte-Instituto de Empresa, 2004.
- Progreso directivo y Coaching empresarial, Eunsa, 2005.
- Feelings Management. Una aplicación práctica, Thinking Heads, 2005.
- La contabilidad como magisterio. Homenaje al profesor Rafael Ramos Cerveró, Universidad de Sevilla-Universidad de Valladolid, 2005.
- El arte de emprender. Manual para la formación de emprendedores, Universidad Nebrija-BBVA, 2007.
- Cambiar para crecer, Confederación Española de Directivos y Ejecutivos-CEDE, 2007.
- Patologías en las organizaciones, LID, 2007.
- La soledad del directivo, LID, 2011.
- La sociedad que no amaba a las mujeres, LID, 2012.
- Claves del Management, LID, 2013.